# Plateau du Cap Corse
Plateau du Cap Corse este o arie protejată (sit de importanță comunitară — SCI) din Franța întinsă pe o suprafață de 178.265 ha, integral marine.

## Localizare
Centrul sitului Plateau du Cap Corse este situat la coordonatele 43°04′00″N 9°19′26″E / 43.06667°N 9.32389°E.

## Înființare
Situl Plateau du Cap Corse a fost declarat arie specială de conservare în baza directivei 92/43 din 1992 referitoare la conservarea habitatelor naturale și a faunei și florei sălbatice pentru a proteja 1 specie de animale.

## Biodiversitate
Situată în ecoregiunea mediteraneană, aria protejată conține 4 habitate naturale: Bancuri de nisip acoperite în permanență slab de apă marină, Straturi cu Posidonia (Posidonion oceanicae), Estuare, Recifuri.
La baza desemnării sitului se află o specie protejată de  mamifere: delfin mare (Tursiops truncatus).